# Velké Svatoňovice
Velké Svatoňovice là một làng thuộc huyện Trutnov, vùng Královéhradecký, Cộng hòa Séc.